# Almarraja

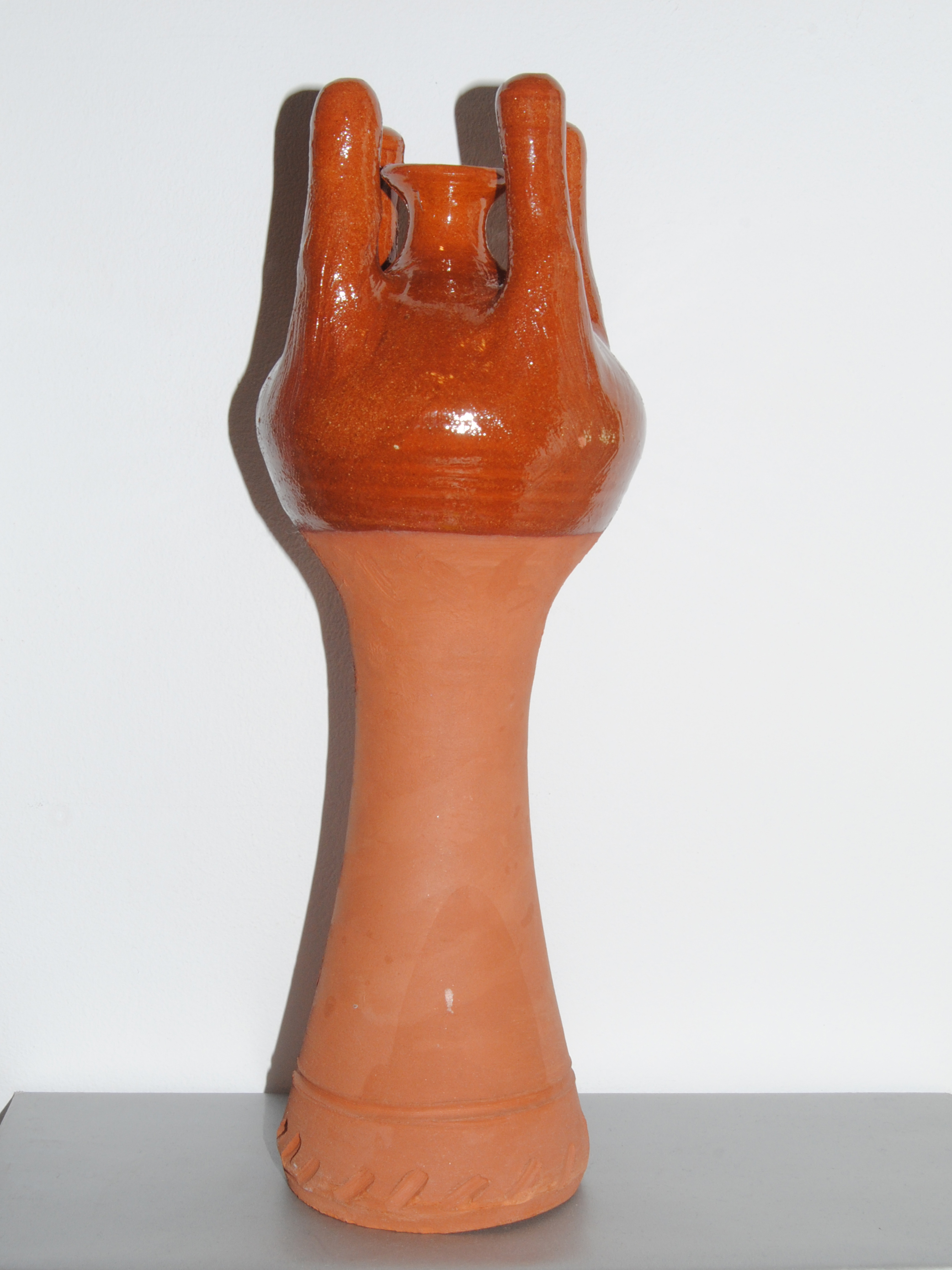
Almarraja de ceràmica.

Almarraja, almarraza, almorraja o «almorratxa» (en catalán) pueden referirse a diversos recipientes de vidrio, originalmente usados para regar o rociar. El diccionario de la Real Academia española los define semejantes a garrafas con el vientre perforado.
Para Nebrija, almarraxa era una vasija de vidrio con el cuello muy estrecho (y asociado a la tipología de las damajuanas, por su uso). También antiguamente, y en el lenguaje popular se usaba como sinónimo de botijo, cántaro o «vasija para rociar».

## Usos y ámbito geográfico
De origen islámico, se documenta su fabricación en Cataluña en el siglo xvi, en los talleres artesanos de vidrio de Barcelona y Mataró, llegando a ser importadas a Venecia, como parece sugerir el hecho de que entre las copas venecianas pertenecientes a Felipe II, anotadas en una relación de 1564, se mencionen «cuatro frascos de almorratxes de tamaño pequeño». También aparecen en el ajuar personal de Carlos I durante su retiro en el monasterio de Yuste. Su uso se extendería a lo largo del xviii como botellas para rociar perfumes.
Se considera en algunos estudios, junto el porrón, recipiente morfológicamente autóctono de Cataluña. Pueden contemplarse en exposición en el Museo del Diseño de Barcelona, así como en la Biblioteca Museo Víctor Balaguer de Villanueva y Geltrú que conserva un ejemplar del xviii.